# Oligonychus hondoensis
Oligonychus hondoensis är en spindeldjursart som först beskrevs av Ehara 1954.  Oligonychus hondoensis ingår i släktet Oligonychus och familjen Tetranychidae. Inga underarter finns listade i Catalogue of Life.